# Sustav nogometnih liga u Bosni i Hercegovini
Sustav nogometnih liga u Bosni i Hercegovini je organiziran kao niz hijerarhijski povezanih nogometnih liga među kojima uglavnom postoji princip promocije i ispadanja. 

Prvi rang natjecanja – Premijer ligu organizira Nogometni savez BiH, drugi i treći rang – prve i druge lige Federacije BiH i Republike Srpske organiziraju entitentski nogometni savezi, a niže rangove županijski savezi na području Federacije BiH te područni u Republici Srpskoj, a na nižim razinama ponegdje i općinski savezi. 

Nogometno prvenstvo Bosne i Hercegovine se može prikazati kroz sedam rangova natjecanja.

## Prikaz sustava natjecanja

### 2015./16.
| rang | liga | liga |
| --- | --- | --- |
| 1. | Premijer liga | Premijer liga |
| | | |
| 2. | Prva liga FBiH | Prva liga Republike Srpske |
| | | |
| 3. | Druga liga FBiH - Centar - Jug - Sjever - Zapad | Druga liga Republike Srpske - Istok - Zapad |
| | | |
| 4. | MŽNL Hercegbosanska i Zapadnohercegovačka 1. ŽNL Posavina 1. ŽNL Središnja Bosna 1. ŽNL Tuzlanske županije ŽNL Bosna-Podrinje ŽNL Hercegovačko-neretvanska ŽNL Sarajevo - Skupina A - Skupina B ŽNL Unsko-sanska ŽNL Zeničko-dobojska | Regionalne lige RS - Centar - Istok - Jug - Zapad |
| | | |
| 5. | 2. ŽNL Posavina 2. ŽNL Središnja Bosna 2. ŽNL Tuzlanske županije - Jug - Sjever - Zapad Općinska liga Visoko | Područne lige RS - Banja Luka - Bijeljina – Birač ↓5-BIR - Bijeljina – Posavina ↓5-POS - Bijeljina – Semberija ↓5-SEM - Doboj - Gradiška - Prijedor ↓5-PRI |
| | | |
| 6. | 3. ŽNL Tuzlanske županije - Istok - Jug - Sjever | Međuopćinska liga Doboj Međuopćinska liga Modriča Međuopćinska liga Laktaši – Srbac – Prnjavor Međuopćinska liga Prijedor ↓6-M-PRI Međuopćinska liga Šamac 1. liga OFS Brčko distrikta 1. općinska liga Bijeljina - Istok - Zapad Općinska liga Gradiška Općinska liga Ugljevik |
| | | |
| 7. | | 2. općinska liga Bijeljina - Istok - Zapad |
| | | |
| ↑5-BIR Područna liga Bijeljina – Birač se spominje i kao Četvrta liga RS – Birač ↑5-POS Područna liga Bijeljina – Posavina se spominje i kao Četvrta liga RS – Posavina ↓5-SEM Područna liga Bijeljina – Semberija se spominje i kao Četvrta liga RS – Semberija ↑5-PRI Područna liga Prijedor se spominje i kao 4. liga PFS Prijedor ↑5-M-PRI 'Međuopćinska liga Prijedor se spominje i kao 5. liga PFS Prijedor | | |

## Poveznice
- Sustav nogometnih liga u Hrvatskoj

- Nogometni savez Bosne i Hercegovine  Arhivirana inačica izvorne stranice od 16. veljače 2017. (Wayback Machine)
- Nogometni savez Federacije Bosne i Hercegovine
- Nogometni savez Republike Srpske  Arhivirana inačica izvorne stranice od 8. lipnja 2016. (Wayback Machine)
- Nogometni savez Hercegbosanske županije
- Nogometni savez Hercegovačko-neretvanske županije  Arhivirana inačica izvorne stranice od 14. kolovoza 2017. (Wayback Machine)
- Nogometni savez Posavske županije  Arhivirana inačica izvorne stranice od 24. lipnja 2019. (Wayback Machine)
- Nogometni savez Sarajevske županije  Arhivirana inačica izvorne stranice od 28. srpnja 2017. (Wayback Machine)
- Nogometni savez Županije Središnja Bosna
- Nogometni savez Tuzlanske županije
- Nogometni savez Unsko-sanske županije
- Nogometni savez Zeničko-dobojske županije
- Nogometni savez Brčko distrikta
- Nogometni savez Banje Luke  Arhivirana inačica izvorne stranice od 6. listopada 2016. (Wayback Machine)
- Područni nogometni savez Bijeljina  Arhivirana inačica izvorne stranice od 20. srpnja 2016. (Wayback Machine)
- Područni nogometni savez Doboj  Arhivirana inačica izvorne stranice od 3. kolovoza 2016. (Wayback Machine)
- Područni nogometni savez Gradiška
- Područni nogometni savez Prijedor
- Općinski nogometni savez Gradiška  Arhivirana inačica izvorne stranice od 3. kolovoza 2017. (Wayback Machine)
- sportsport.ba
- sportdc.net
- bihsoccer.com
- srbijasport.net
- Posavina sport
- Brčko sport